# 查拉卡托區
查拉卡托區（西班牙語：Distrito de Characato），是秘魯的一個區，位於該國南部阿雷基帕大區的阿雷基帕省，面積86平方公里，海拔高度2,459米，2007年人口6,726，人口密度每平方公里78人。
16°29′36″S 71°29′34″W / 16.49340°S 71.49289°W